# Szymon Wydra
Szymon Wydra (ur. 11 marca 1976 w Radomiu) – polski wokalista, gitarzysta, kompozytor, poeta i prezenter radiowy. Założyciel i lider zespołu Carpe Diem. Finalista 1 edycji konkursu Idol.
W latach 1992–2000 z Carpie Diem wystąpił na licznych festiwalach i przeglądach regionalnych i ogólnopolskich zdobywając tam nagrody i wyróżnienia. Przełomowym momentem w karierze Szymona Wydry był udział w pierwszej edycji programu Idol w 2002, gdzie zajął 3. miejsce. Kilka miesięcy później ukazał się pierwszy album grupy Teraz wiem, z którego pochodzą przeboje: Teraz wiem i Pozwól mi lepszym być. W 2005 wraz z zespołem wydał drugą płytę Bezczas, promowaną przez single: Życie jak poemat i utwór tytułowy. Album zyskał status platynowej płyty. Trzeci album artysty, zatytułowany „Remedium”, ukazał się także w listopadzie (2007).
W 2010 ubiegał się o miano Polskiego Hitu Lata 2010 z piosenką Będę sobą na Bydgoszcz Hit Festiwalu. Jego grupa zajęła 10. miejsce, zdobywając 3,95% głosów.

## Życiorys
Ukończył naukę w technikum mechanicznym, uczęszczał także do klasy gitary klasycznej w Państwowym Ognisku Muzycznym. Studiował w Wyższej Szkole Dziennikarstwa w Radomiu i w Wyższej Szkole Promocji w Warszawie. Przed rozpoczęciem ogólnopolskiej kariery muzycznej pracował jako instruktor muzyczny w Domu Kultury na radomskich Borkach, a także serwisant mebli biurowych, sprzedawca w sklepie spożywczo-monopolowym i sprzątacz na stacji benzynowej. Był też dziennikarzem muzycznym w radiu, jednak z uwagi na niewystarczające zarobki porzucił pracę i wyjechał do Warszawy. Utrzymywał się w stolicy m.in. z montowania mebli w hotelach oraz pracy w charakterze ochroniarza w supermarkecie na Ursynowie, jednak po udziale w napadzie, po którym trafił do szpitala z prawostronnym paraliżem ciała, porzucił pracę w sklepie i wrócił do Radomia.
18 września 1992 założył zespół Carpe Diem. Jego styl muzyczny określany był mianem progresywnej piosenki autorskiej, zahaczającej niejednokrotnie o przebojową muzykę środka. Inspiracją dla Wydry była twórczość zespołów: Rush, Yes, Toto, Marillion, Pink Floyd, Tears For Fears i Creed. W 1995 z Carpe Diem odniósł z pierwszy fonograficzny sukces – ich utwór „Taki na nas widok” trafił jako Power Play do Radia Radom i przez sześć tygodni utrzymywał się na liście przebojów rozgłośni. Do 2000 z Carpe Diem występował na wielu przeglądach i festiwalach o charakterze regionalnym i ogólnopolskim, zdobywając tam wiele nagród i wyróżnień. Wraz z zespołem kilkakrotnie gościł jeszcze top listach lokalnych stacji radiowych, wygrał kilka konkursów oraz sporo koncertował. Na scenie pojawiał się w towarzystwie grup: O.N.A., Hey, TSA, Piersi, Raz Dwa Trzy, Closterkeller, Golden Life czy Republika. W 2001 otrzymał wyróżnienie w programie TVP2 Szansa na sukces za interpretację utworu Piotra Szczepanika. W 2002 zwyciężył w odcinku Szansy na sukces z piosenkami Ryszarda Rynkowskiego i zajął trzecie miejsce w pierwszej edycji programu Polsatu Idol, a także wydał swój debiutancki album pt. Teraz wiem, który wydał jako Szymon Wydra & Carpe Diem. W 2005 nagrał i wydał z zespołem płytę pt. Bezczas. 19 maja 2007 wystąpił gościnnie w programie Jak oni śpiewają, śpiewając utwór „Teraz wiem” w duecie z aktorką Marzeną Kipiel-Sztuką. W tym samym roku dostał się z utworem „Gdzie jesteś dziś” do półfinałowej piątki polskich wykonawców walczących o reprezentowanie Polski podczas Sopot Festival. Wiosną 2008 uczestniczył w pierwszej edycji programu Gwiezdny cyrk. Kilkukrotnie odrzucał zaproszenie do udziału w programie Taniec z gwiazdami. W 2010 nagrał piosenkę „Ode mnie” w duecie z Patrycją Kosiarkiewicz. 16 maja 2023 zadebiutował na antenie Radia Radom prowadząc audycję "Paczka Radomskich".

## Życie prywatne
Dzięki babce ze strony matki ma korzenie ukraińskie. Ma młodszą o 12 lat siostrę Agatę. Jego ojciec pracował jak kierownik budowlany, później objął stanowisko dyrektora schroniska dla zwierząt.
Grał w juniorskiej drużynie Radomiaka Radom. W marcu 2009 sfinansował transfer jednego z piłkarzy do IV-ligowego radomskiego klubu.
Ze związku z Anną ma córkę Simonę (ur. 2006) i syna Ryszarda (ur. 2015).

## Dyskografia
| Rok  | Tytuł        | Uwagi                                                                  |
| ---- | ------------ | ---------------------------------------------------------------------- |
| 2002 | Idol Top Ten | śpiew w utworach „Kiedy wołam wiatr-wołam ciebie” i „Może się wydawać” |